# Storckensohn
Storckensohn é uma comuna francesa na região administrativa de Grande Leste, no departamento Alto Reno. Estende-se por uma área de 5,09 km². Em 2010 a comuna tinha 205 habitantes (densidade: 40,3 hab./km²).